# Helenoperla malickyi
Helenoperla malickyi és una espècie d'insecte pertanyent a la família dels pèrlids i l'única del gènere Helenoperla.

## Distribució geogràfica
Es troba a dos rius de l'Epir (Grècia).